# New Alhambra Arena

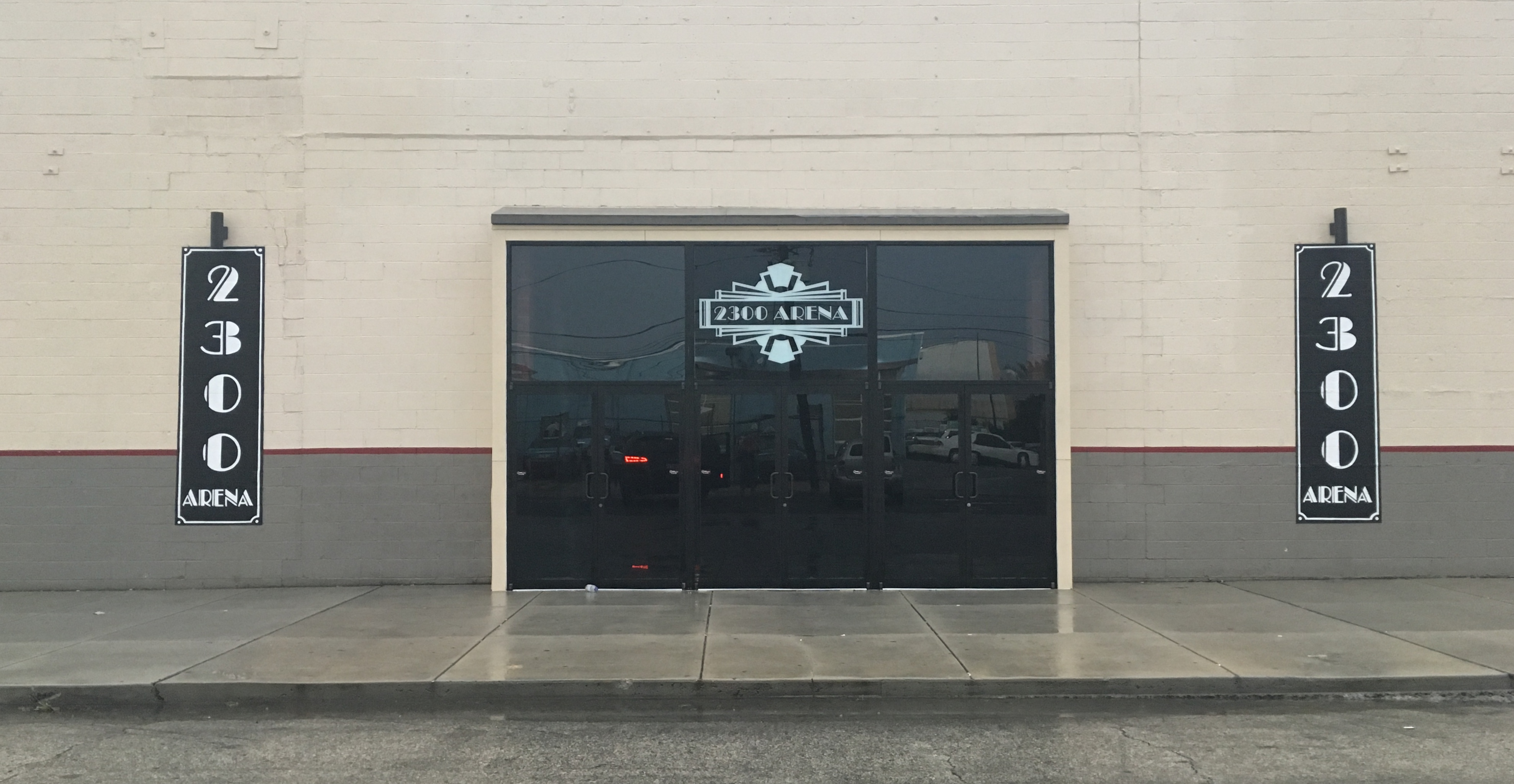
New Alhambra Arena en la actualidad.

El New Alhambra Arena, situado en Filadelfia, Estados Unidos, es un antiguo salón de bingo y lugar corriente de otras actividades, usado principalmente para el boxeo y la Lucha Libre Profesional. El lugar tiene una capacidad para 1.131 espectadores para eventos de box y lucha libre profesional. Está localizado al sur de Filadelfia, en la esquina de la Calle Ritner (Ritner Street) y la Calle Swanson (Swanson Street).

## Historia
Originalmente nombrado Viking Hall, el recinto fue usando para los ensayos de la sección local de Filadelfia de mummers. A mediados de los 90, también sirvió como sala de bingo.
El edificio ganó popularidad cuando se convirtió en el ECW Arena, casa de la promoción de lucha libre profesional Extreme Championship Wrestling (ECW) desde 1993 hasta que la promoción cerró en 2001. El nombre del edificio oficialmente cambió a New Alhambra Arena en 2004 después de una transferencia de propiedad. El nombre es un homenaje al original Alhambra Movie Theater en South Filadelfia donde se realizaban encuentro de box en los años 1950 y 1960.
Luego de la desaparición de la Extreme Championship Wrestling, muchas promociones de lucha libre profesional hicieron sus shows en el recinto. La controversia surgió cuando Xtreme Pro Wrestling (XPW) firmó un contrato exclusivo con el lugar a finales de 2002, impidiendo a otras promociones usar el edificio. Xtreme Pro Wrestling salió del negocio en 2003, y el contrato fue anulado. 
El lugar es hoy hogar de promociones regionales de lucha libre profesional y de box. Ha sido frecuentado por Combat Zone Wrestling (CZW) desde 2001. También se hizo el hogar de Wrestle Factory en 2005, controlado por los entrenadores Mike Quackenbush y Chris Hero. Esta es la escuela de lucha libre para CHIKARA.
Total Nonstop Action Wrestling promocionó un evento en la Arena el 9 de junio de 2006. Destacó que la mayor parte del talento del TNA, incluyó a varios antiguos luchadores de ECW. 
La revivida Extreme Championship Wrestling, ahora propiedad de World Wrestling Entertainment como una marca, regresó el 24 de junio de 2006 para el primer evento en el ECW Arena desde diciembre de 2000.

## Hardcore Hall of Fame(Salón de la Fama de Lucha Violenta)

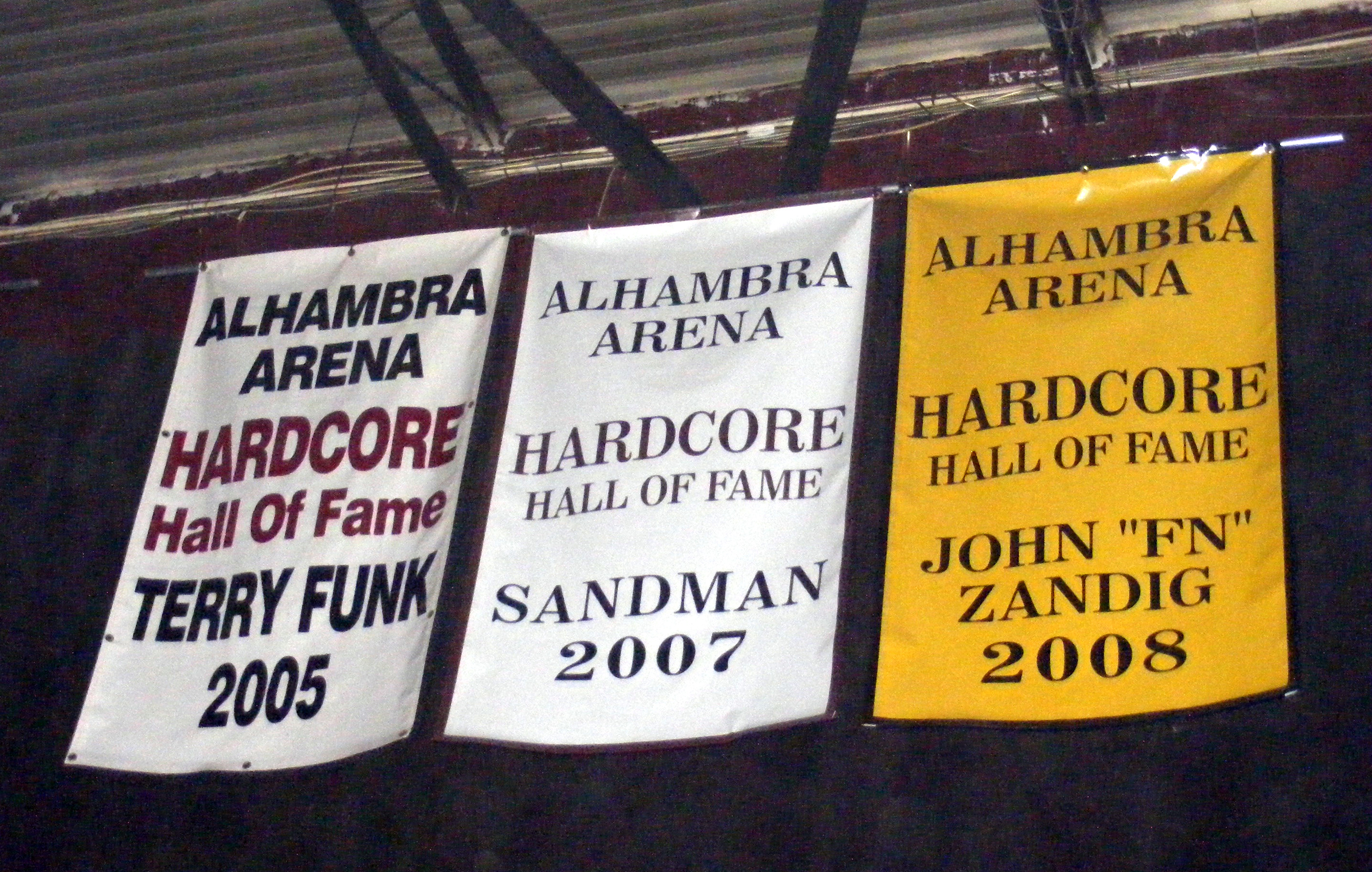
Banderas con los nombres de algunos inducidos al salón de la fama.

El Salón de la Fama del Hardcore es un salón de la fama que se estableció para honrar las carreras de luchadores profesionales y personalidades de la lucha libre que contribuyeron a la historia de la arena y la lucha libre hardcore en general. Banderas con los nombres de cada inducido se exhiben de forma permanente dentro del recinto.
- Clase de 2002
  - Rocco Rock (inducido por Tod Gordon)
- Clase de 2005
  - Terry Funk (inducido por Tod Gordon)
- Clase de 2007
  - The Sandman (inducido por Tod Gordon)
  - Johnny Grunge (inducido por Gary Wolfe)
- Clase de 2008
  - John Zandig (inducido por Roger Artigiani)
- Clase de 2009
  - Eddie Gilbert (inducido por The Sandman)
  - Chris Candido (inducido por The Sandman)
  - Tod Gordon (inducido por The Sandman)
  - Sabu (inducido por The Sandman)
- Clase de 2010
  - Trent Acid (inducido por DJ Hyde)
  - Jerry Lynn (inducido por Jim Cornette)
  - Tommy Dreamer (inducido por Eddie Kingston)
- Clase de 2011
  - Fanáticos de la ECW (inducido por Greg Exellent)
- Clase de 2014
  - The Blue Meanie (inducido por Al Snow)
  - (The Pitbulls) Anthony Durante & Garry wolfe  (inducido por Jason Knight)
  - 2 Cold Scorpion (inducido por Tod Gordon)
  - Shane Douglas (inducido por Roger Artigiani
- Clase de 2015
  - Dean Malenko (inducido por Justin Roberts)
  - Eddie Guerrero (inducido por Dean Malenko)
- Clase de 2021
  - (The Road Warriors) Road Warrior Hawk y Road Warrior Animal (inducidos por Bubba Ray Dudley)
  - Charlie Bruzzese (inducido por Stephen DeAngelis)
- Clase de 2022
  - Rob Van Dam (inducido por Jerry Lynn)
- Clase de 2024
  - (Team 3D) Bubba Ray Dudley y D-Von Dudley (inducidos por Stevie Richards y The Sandman)
- Clase 2025
  - Nick Cage (anunciado)[3]

## Promociones de Lucha Libre Profesional
En Actividad
- 2001-2007 - Combat Zone Wrestling (60 eventos)

Con planes para 2008 de hacer eventos los segundos sábados de todos los meses
- 2006-2007 - Pro Wrestling Unplugged (17 eventos)

Con planes para 2008 de hacer eventos los terceros sábados de todos los meses
- 2002-2006 - Women's Extreme Wrestling (6 eventos)
- 2005-2007 - CHIKARA (6 eventos)
- 2005-2006 - Jersey All Pro Wrestling (2 eventos)
- 2006 - Total Nonstop Action Wrestling (2 eventos)
- 2005-2007 - IWA Mid-South (2 eventos)
- 2006 - Ring of Honor (1 evento)
- 2006 - World Wrestling Entertainment (1 evento)
- 2006 - Pro Wrestling Xplosion (1 evento)

Difuntas
- 1993-2000 - Extreme Championship Wrestling (109 eventos)
- 2002-2005 - Pro-Pain Pro Wrestling (32 eventos)
- 2002-2003 - Xtreme Pro Wrestling (7 eventos)
- 2001 - Main Event Championship Wrestling (1 evento)
- 2002 - Major League Wrestling (1 evento)
- 2005 - Hardcore Homecoming (2 eventos)